# Presserechtliche Verantwortlichkeit
Die presserechtliche Verantwortlichkeit meint die rechtliche Verantwortung für einen im eigenen Namen veröffentlichten Text-, Wort- oder Bildbeitrag. Sie stellt in Deutschland eine verfassungsunmittelbare Schranke der Pressefreiheit und der Freiheit der Berichterstattung dar (Art. 5 Abs. 2 GG). Der Medienstaatsvertrag und die Landespressegesetze enthalten insoweit Vorschriften zur Impressumspflicht.

## Bezeichnung
Die presserechtlich verantwortliche Person wird meist als Verantwortlicher Redakteur oder mit der Angabe Verantwortlich im Sinne des Presserechts (meist mit V. i. S. d. P. abgekürzt) kenntlich gemacht. Die Angabe muss zumindest den vollständigen Namen und die ladungsfähige Anschrift des Verfassers enthalten. Soweit bei einem Druckerzeugnis kein Eigendruck vorliegt, muss nach landesrechtlicher Regelung zumeist auch die Druckerei angegeben werden.
Die Angabe steht üblicherweise im Impressum oder leitet dieses ein. Sie ist – je nach landesrechtlicher Regelung – bei bestimmten Erzeugnissen nicht zwingend vorgeschrieben, insbesondere bei Werbeschriften, Einladungen und Ähnlichem. Näheres regeln die auf Landesebene erlassenen Pressegesetze.
Über die landespresserechtlichen Regelungen hinaus besteht eine Verpflichtung zur Angabe des presserechtlich Verantwortlichen auch gem. § 18 Abs. 2 MStV für Anbieter von Telemedien mit journalistisch-redaktionell gestalteten Angeboten. Die Vorschrift ergänzt die Pflichtangaben des § 5 DDG.

## Geschichte
In der Zeit des Deutschen Kaiserreichs benannten Zeitungen oft einen sogenannten Sitzredakteur als presserechtlich verantwortlich, der die Aufgabe hatte, als Strohmann stellvertretend für seine Kollegen Haftstrafen abzusitzen. Das Reichspreßgesetz versuchte dieser Umgehung der Haftung durch die eigentlich verantwortlichen Redakteure dadurch zu begegnen, dass der Verleger einer periodischen Druckschrift mit Geldbuße bis zu 1000 Mark oder Gefängnisstrafe bis zu sechs Monaten bedroht wurde, wenn er wissentlich geschehen ließ, dass auf der Druckschrift eine Person fälschlich als Redakteur bezeichnet wurde.